# 가쓰시카 호쿠사이

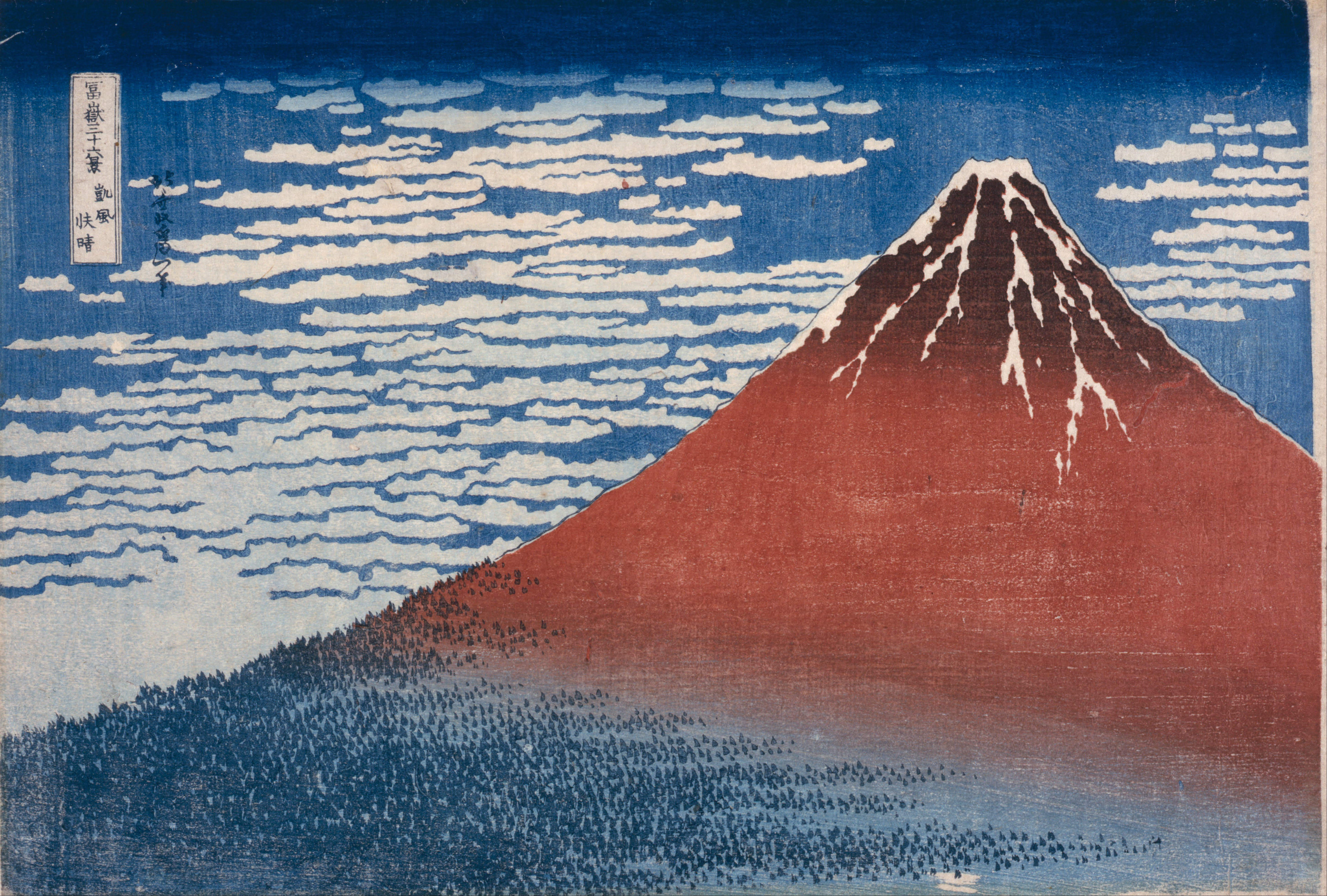
후가쿠 36경 중 개풍쾌청 붉은 후지 산(凱風快晴 赤富士)

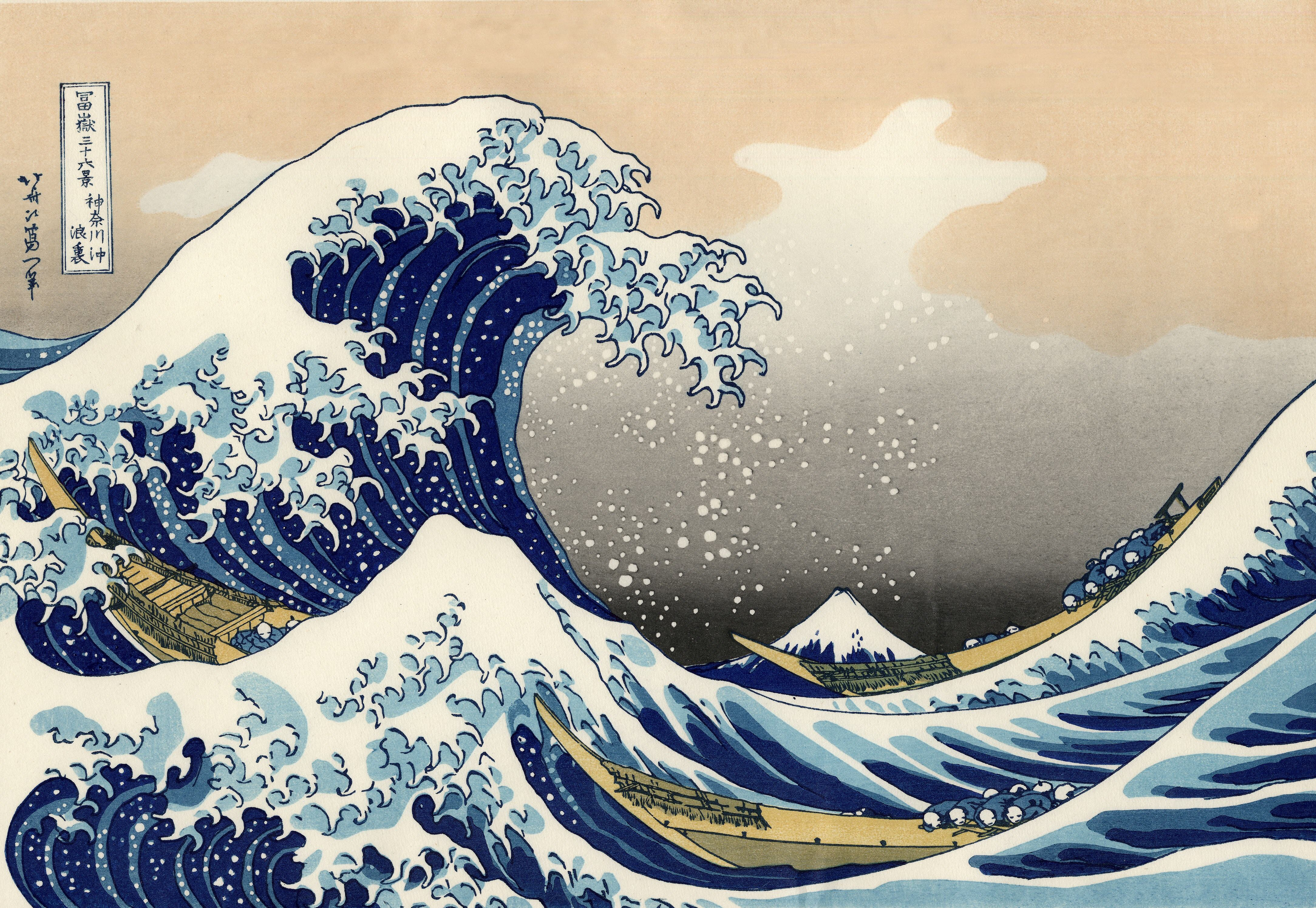
후가쿠 36경(富嶽三十六景) 가나가와 해변의 높은 파도 아래

 가쓰시카 호쿠사이(일본어: 葛飾 北斎, 1760년 10월 31일? ~ 1849년 5월 10일)는 일본 에도 시대의 우키요에 화가이다. 생애 동안 3만장 넘는 작품을 발표하며 판화 외에 직접 그린 그림도 걸출했다. 고흐 등, 인상파의 색채에도 영향을 주었다.
대표작으로 《부악삼십육경》(일본어: 富嶽三十六景 후가쿠 산주롯케이[*]), 《호쿠사이 만화》(일본어: 北斎漫画 호쿠사이 만가[*]) 등이 있다.

## 생애

### 호를 서른 번 바꾸고, 아흔세 번 이사하다
그는 서른 번이나 호를 바꿨다. 제자에게 호를 넘기기 위해서라는 설도 있었다. 아흔세 번을 넘는 이사에 대한 이야기도 유명한데(하루 만에 세 번이나 이사한 일도 있다고 한다), 이것은 그림을 그리는 것에만 몰두해 방이 어지러워지면 이사를 했기 때문이라고 한다. 마지막으로 아흔세 번째로 이사하면서 예전에 살던 집으로 옮겼을 때, 방이 이사갈 때와 별 차이가 없이 어지러웠기 때문에 더 이상 이사하지 않게 되었다고 한다. 당연히 식생활은 엉망진창이었지만 그러고도 90세 넘게 장수했던 것은 소귀나물(慈姑)을 매일 먹었기 때문이라고 한다.

## 주요 작품
- 후가쿠 36경(富嶽三十六景)
- 후가쿠 100경 (富嶽百景)
- 호쿠사이 만화(北斎漫画) - 전 15권. 실려 있는 그림은 총 4000점에 달함.
- 팔방을 노려보는 봉황도(八方睨み鳳凰図)
- 그 외 - 풍경화, 춘화 (문어와 해녀), 상상화 등 여러 종류의 우키요에를 그림. 만년에는 육필화도 다수 남김.

## 영향
호쿠사이는 예술가로서 다양한 분야에서 업적을 남겼다. 그는 70년 이상 책 일러스트와 목판화, 스케치, 그리고 그림을 위한 디자인을 만들었다. 그의 영향력은 19세기 유럽 서부 동시대인들에게까지 뻗쳤다. 일본 미술품, 특히 우키요에의 수집 열풍으로 시작되었으며, 1856년 프랑스 예술가 펠릭스 브라크몽이 처음 호쿠사이의 복사본을 접했을 때 그 중 몇 가지 첫 견본은 파리에서 볼 수 있었다.
그는 클로드 모네와 피에르 오귀스트 르누아르, 그리고 독일의 아르누보, 인상주의 운동에 영향을 미쳤다.